# Tighe Rock
Tighe Rock är en kulle i Antarktis. Den ligger i Västantarktis. Inget land gör anspråk på området. Toppen på Tighe Rock är 200 meter över havet.
Terrängen runt Tighe Rock är lite kuperad. Trakten är obefolkad. Det finns inga samhällen i närheten.